# Nir Alon
Nir Alon (en hebreo ניר אלון) es un escultor y artista de instalaciones israelí, nacido en 1964. 

## datos biográficos
Alon estudió desde 1988 hasta 1992 en la Academia Bezalel de Arte y Diseño en Jerusalén. 
En 1996 recibió el premio para artistas jóvenes del Ministerio israelí de Educación y Cultura. En 1998 participó en una exposición de intercambio en Hamburgo. 
En 2001 recibió una beca de trabajo como artista invitado en Hamburgo. Desde entonces vive y trabaja en Hamburgo. 
Realizó exposiciones individuales en Jerusalén, Tel Aviv, Schwerin, Bonn, Mannheim, Frankfurt y Hamburgo. Se desarrolla preferentemente sus esculturas a partir de la acumulación y ensamblaje de objetos de la vida cotidiana, tales como muebles, maletas, lámparas, bombillas y cables, por lo que las instalaciones están pensadas para el lugar de exhibición y dispuestas directamente en referencia al espacio mismo.
Sus obras se encuentran en colecciones públicas y privadas en Alemania, Israel, Italia y Estados Unidos.

## Obras
Selección de exposiciones e instalaciones:
- Cultural tracks-Trivial traps - Pistas culturales trampas triviales- Academia Bezalel , Jerusalén, 1993
- Very delicate foundations -Cimientos muy delicados-, Galería Kidmat-Eden-, Tel Aviv, 1994
- Correct posture -La postura correcta-, Galería Gross, Tel-Aviv, 1996
- Game of suppositions and refutations -Juego de suposiciones y refutaciones-, Galería Nahshon , Nahshon, 1996
- Sample of pervert imitation -Muestra de imitación pervertida-, Galería Chelouche , Tel-Aviv, 1997[2]
- Installation -Instalación-, Schleswig-Holstein-Haus, Schwerin, 2001
- Operant Conditioning (Show) -Condicionamiento operante-, Kunstverein Harburger Bahnhof, Hamburgo, 2002
- A state of being present -Un estado de estar presente-, Instalación, Hamburgo 2003
- Tell me about love -Háblame de amor-, Instalación, Kunsttreppe, Hamburgo 2004
- Ostentatiously stagger (invitado) -Ostentosamente escalonador -, Atelierhaus Bonn, 2004
- Ein Tag, ein Raum, ein Bild -Un día, una habitación, una imagen- Especial show, Sebastian Fath Contemporary, Mannheim, 2004
- Tell me about love (part II) -Háblame de amor 2ª parte-, Instalación, Westwerk, Hamburg, 2004, (download catalogue 1.5 MB)[3]
- An installation kit for a wanderer artist (invitado) -Un kit de instalación para un artista errante-, Hamburgo 2004
- A funny game (Melancholy)-Un juego divertido (Melancolía)- Kampnagel Hamburgo, 2005
- In case of leftovers -En el caso de las sobras-, Sebastian Fath Contemporary, Mannheim, 2005[4]
- This way or another -De esta manera u otra- Kunstverein Buchholz.
- Etwas Grosses wird geschehen-Algo grande va a pasar-, Galería Appel, Frankfurt, 2006[5]
- Zeichnungen nach Installation-Dibujos después de la instalación-, Galería Magnus P. Gerdsen , Hamburg, 2006
- Now You Have A Problem Mister-Ahora tienes un problema señor -, MARKING SPACE. HAMBURG. JERUSALEM., Galería ChezLinda, Hamburgo 2007[6]
- active constellation -constelación activa-, trabajos a partir de las colecciones de Reinking y Lafrenz – La Casa del Arte, Brno, República Checa , 2007.